# Godefridus Henschenius

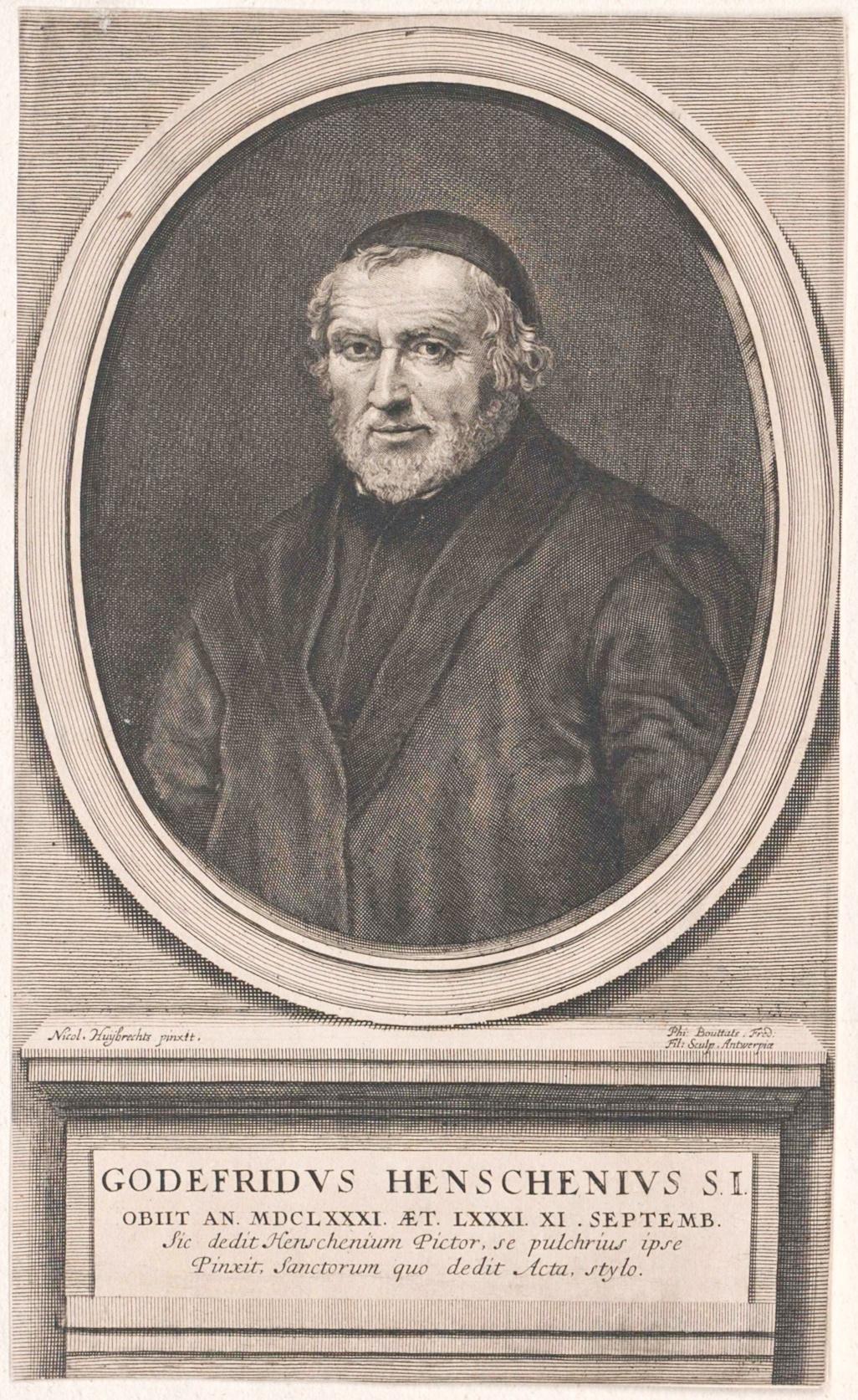
Godefridus Henschenius, zeitgenössischer Stich

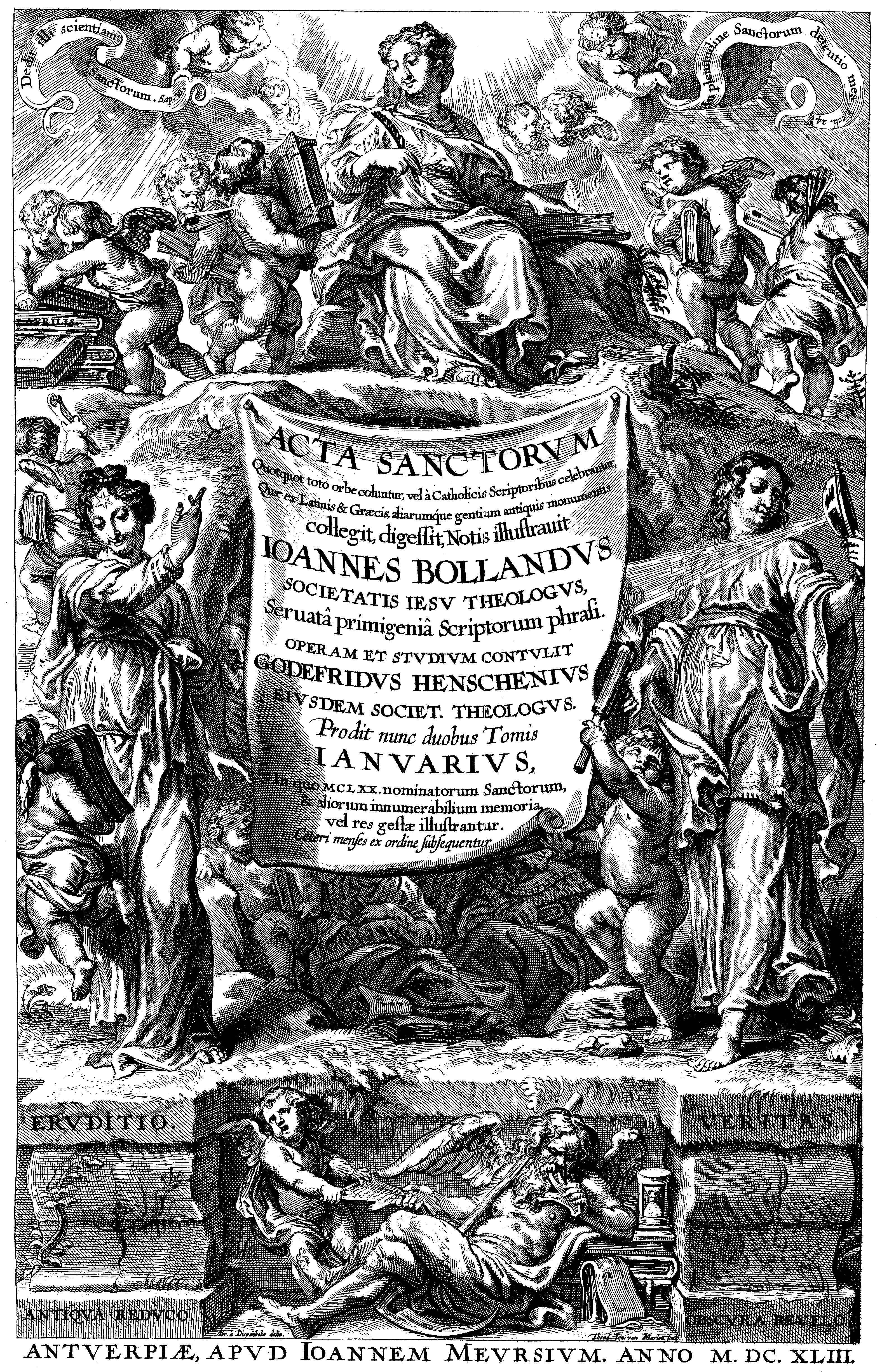
Titelblatt des 1. Bandes der von den Bollandisten verausgabten Acta Sanctorum, 1643 (mit Benennung von Henschenius als Mit-Autor)

Godefroid Henschen oder Godefridus Henschenius (* 21. Januar 1600 in Venray; † 12. September 1682 in Antwerpen) war ein Jesuit und Mitherausgeber der Acta Sanctorum.

## Biographie
Godefridus Henschenius trat 1619 der Gesellschaft Jesu bei. Er zeichnete sich vor allem durch seine Kenntnisse der griechischen und lateinischen Sprache sowie in der Kirchengeschichte aus.
1635 zog ihn sein Lehrer Jean Bolland zur Ausarbeitung des von ihm begonnenen monumentalen Werkes der Acta Sanctorum hinzu. Auf Einladung von Papst Alexander VII. und dem Jesuitengeneral Goswin Nickel reiste Henschenius in Vertretung des kranken Pater Bolland 1660 nach Rom, um in den dortigen Bibliotheken Material für die Acta Sanctorum zu sammeln. Begleitet wurde er von dem jüngeren Mitbruder Daniel Papenbroeck, der auch ein Tagebuch über die zweijährige Reise führte, das erst 2002 in deutscher Übersetzung erschien und religiös-volkskundlich von hohem Wert ist.
Nach dem Tod Bollands 1665 setzte Henschen die Arbeit an den Acta Sanctorum zusammen mit Daniel Papebroch fort.

## Werke (Auswahl)
- Acta Sanctorum, zusammen mit Johannes Bolland die Bände Januar und Februar, mit Daniel Papenbroeck die Bände März und April.
- De episcopatu Traiectensi, episcoporum regumque Franciae iis coaevorum chronologia, et populis dioecesi illi subiectis diatriba (1653)
- De tribus Dagobertis Francorum regibus (1655)
- Brevis notitia Galliarum et Belgii (1658)
- Ad vitam S. Petri Thomasii Ordinis Carmelitani Commentarius praevius Godefridi Henschenii. In: Ders. (Hrsg.): Philippe de Mézières (1366): Vita S. Petri Thomasii ex Ordine Fratrum B.mae Virginis Mariae de Monte Carmelo, Episcopi Pactensis, & Coronensis, Archiep. Cretensis, & Patriarchae Constantinopolitani, ac Legati Apostolici.  Antwerpen 1659, S. 2–45